# Liste der Kulturminister Norwegens

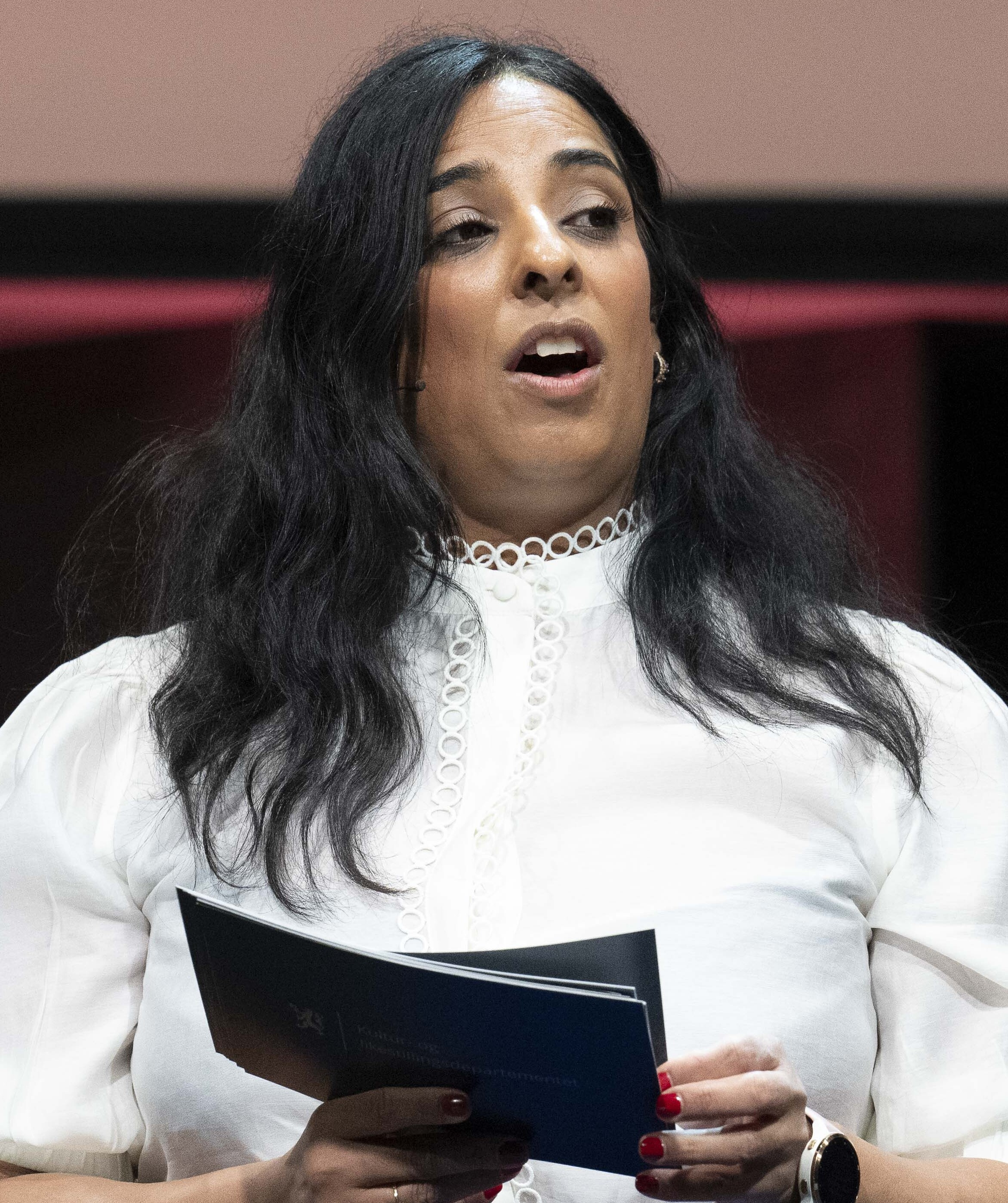
Kultur- und Gleichstellungsministerin Lubna Jaffery

Dies ist eine Liste der Kulturminister Norwegens. Kulturminister werden seit 1981 ernannt, während des Zweiten Weltkriegs gab es außerdem ein Ministerium für Kultur und Volksaufklärung, das von den Nationalsozialisten eingerichtet worden war. Derzeitige Kultur- und Gleichstellungsministerin ist seit Juni 2023 Lubna Jaffery von der Arbeiderpartiet.

## Kulturminister (seit 1981)
Im Oktober 1981 wurde im Kirchen- und Unterrichtsministerium (Kirke- og undervisningsdepartementet) ein zweiter Ministerposten für den Bereich Kultur und Wissenschaft geschaffen. Den Posten übernahm Lars Roar Langslet. Zum 1. Januar 1982 wurde dieser Posten in das neu gebildete Kultur- und Wissenschaftsministerium (Kultur- og vitenskapsdepartementet) überführt. Das Kultur- und Wissenschaftsministerium wurde zum Beginn des Jahres 1990 zum Kirchen- und Kulturministerium (Kirke- og kulturdepartementet) umstrukturiert. Zum 1. Januar 1991 wurden die Kirchenfragen vom Kirchen- und Kulturministerium an das Bildungs- und Forschungsministerium übergeben. Aus dem Kirchen- und Kulturministerium wurde in der Folge das Kulturministerium (Kulturdepartementet) gebildet, welches in dieser Form bis Ende 2001 Bestand hatte.
Zum 1. Januar 2002 wurden die Kirchenangelegenheiten wieder in den Zuständigkeitsbereich des Kulturministeriums eingegliedert. Das Kulturministerium wurde in der Folge zum Kultur- und Kirchenministerium (Kultur- og kirkedepartementet). Zum 1. Januar 2010 wurden die Kirchenangelegenheiten erneut aus dem Ministerium ausgegliedert. Nun wurden sie Teil des Erneuerungs- und Verwaltungsministeriums. Das Kultur- und Kirchenministerium wurde nun wieder zum Kulturministerium (Kulturdepartementet) umbenannt. Im Januar 2019 ging der Bereich Gleichstellung vom Kinder- und Familienministerium ans Kulturministerium über, die Zuständigkeit für Kirche und Religion wurde im Gegenzug abgegeben. Zum 1. Januar 2022 wurde das Ministerium entsprechend dem Ministertitel in Kultur- und Gleichstellungsministerium (Kultur- og likestillingsdepartementet) umbenannt.
| Minister                  | Amtszeit  | Partei               | Regierung                | Ministerium                            | Anmerkung                                 |
| ------------------------- | --------- | -------------------- | ------------------------ | -------------------------------------- | ----------------------------------------- |
| Lars Roar Langslet        | 1981–1982 | Høyre                | Regierung Willoch        | Kirchen- und Unterrichtsministerium    | als Kultur- und Wissenschaftsminister     |
| Lars Roar Langslet        | 1982–1986 | Høyre                | Regierung Willoch        | Kultur- und Wissenschaftsministerium   |                                           |
| Hallvard Bakke            | 1986–1989 | Arbeiderpartiet      | Regierung Brundtland II  | Kultur- und Wissenschaftsministerium   |                                           |
| Eleonore Bjartveit        | 1989–1990 | Kristelig Folkeparti | Regierung Syse           | Kultur- und Wissenschaftsministerium   | als Kirchen- und Kulturministerin         |
| Eleonore Bjartveit        | 1990      | Kristelig Folkeparti | Regierung Syse           | Kirchen- und Kulturministerium         |                                           |
| Åse Kleveland             | 1990–1991 | Arbeiderpartiet      | Regierung Brundtland III | Kirchen- und Kulturministerium         | als Kulturministerin                      |
| Åse Kleveland             | 1991–1996 | Arbeiderpartiet      | Regierung Brundtland III | Kulturministerium                      |                                           |
| Turid Birkeland           | 1996–1997 | Arbeiderpartiet      | Regierung Jagland        | Kulturministerium                      |                                           |
| Anne Enger                | 1997–1999 | Senterpartiet        | Regierung Bondevik I     | Kulturministerium                      |                                           |
| Åslaug Haga               | 1999–2000 | Senterpartiet        | Regierung Bondevik I     | Kulturministerium                      |                                           |
| Ellen Horn                | 2000–2001 | Arbeiderpartiet      | Regierung Stoltenberg I  | Kulturministerium                      |                                           |
| Valgerd Svarstad Haugland | 2001–2002 | Kristelig Folkeparti | Regierung Bondevik II    | Kulturministerium                      | als Kultur- und Kirchenministerin         |
| Valgerd Svarstad Haugland | 2002–2005 | Kristelig Folkeparti | Regierung Bondevik II    | Kultur- und Kirchenministerium         |                                           |
| Trond Giske               | 2005–2009 | Arbeiderpartiet      | Regierung Stoltenberg II | Kultur- und Kirchenministerium         |                                           |
| Anniken Huitfeldt         | 2009–2010 | Arbeiderpartiet      | Regierung Stoltenberg II | Kultur- und Kirchenministerium         | als Kulturministerin                      |
| Anniken Huitfeldt         | 2010–2012 | Arbeiderpartiet      | Regierung Stoltenberg II | Kulturministerium                      |                                           |
| Hadia Tajik               | 2012–2013 | Arbeiderpartiet      | Regierung Stoltenberg II | Kulturministerium                      |                                           |
| Thorhild Widvey           | 2013–2015 | Høyre                | Regierung Solberg        | Kulturministerium                      |                                           |
| Linda Hofstad Helleland   | 2015–2018 | Høyre                | Regierung Solberg        | Kulturministerium                      |                                           |
| Trine Skei Grande         | 2018–2020 | Venstre              | Regierung Solberg        | Kulturministerium                      |                                           |
| Abid Raja                 | 2020–2021 | Venstre              | Regierung Solberg        | Kulturministerium                      | als Kultur- und Gleichstellungsminister   |
| Anette Trettebergstuen    | 2021      | Arbeiderpartiet      | Regierung Støre          | Kulturministerium                      | als Kultur- und Gleichstellungsministerin |
| Anette Trettebergstuen    | 2022–2023 | Arbeiderpartiet      | Regierung Støre          | Kultur- und Gleichstellungsministerium |                                           |
| Lubna Jaffery             | seit 2023 | Arbeiderpartiet      | Regierung Støre          | Kultur- und Gleichstellungsministerium |                                           |

## Kultur- und Volksaufklärungsminister (1940–1945)
Nachdem Vidkun Quisling von der faschistischen Nasjonal Samling (NS) am 9. April 1940 die Regierung in Norwegen übernahm, wurde am 25. September 1940 das Ministerium für Kultur und Volksaufklärung (Kultur- og folkeopplysningsdepartementet NS) gegründet. Die beiden Minister werden heute als „ulovlig minister“, also „illegaler Minister“, bezeichnet.
| Name                  | Amtszeit  | Partei           |
| --------------------- | --------- | ---------------- |
| Gulbrand Lunde        | 1940–1942 | Nasjonal Samling |
| Rolf Jørgen Fuglesang | 1942–1945 | Nasjonal Samling |